# Inconeuria
Inconeuria is een geslacht van steenvliegen uit de familie borstelsteenvliegen (Perlidae). De wetenschappelijke naam van het geslacht is voor het eerst geldig gepubliceerd in 1916 door Klapálek.

## Soorten
Inconeuria omvat de volgende soorten:
- Inconeuria chimu Stark & Kondratieff, 2003
- Inconeuria marcapatica (Klapálek, 1916)
- Inconeuria porteri (Navás, 1919)